# Hostal de Ipiés

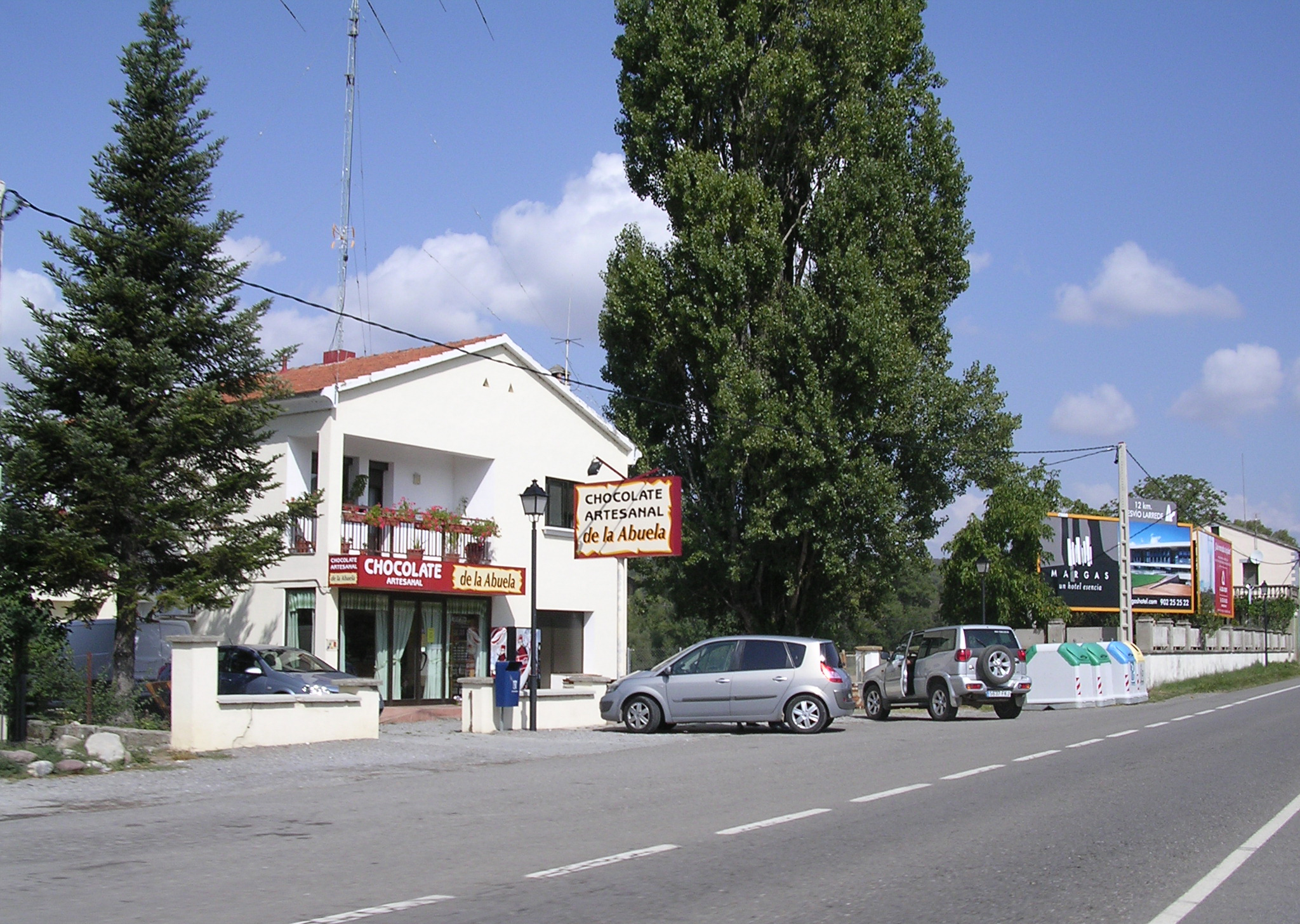
L'Ostal d'Ipiés

Hostal de Ipiés (arag. L'Ostal d'Ipiés) – miejscowość w Hiszpanii, w Aragonii, w prowincji Huesca, w comarce Alto Gállego, w gminie Sabiñánigo.
Według danych INE z 1999 roku miejscowość zamieszkiwały 42 osoby. Wysokość bezwzględna miejscowości jest równa 730 metrów.